# Junior Pius
Junior Pius, né le 20 décembre 1995 à Eman, est un footballeur nigérian. Il joue au poste de défenseur central.

## Biographie
Le 1er août 2020, il remporte avec le club du Royal Antwerp la Coupe de Belgique, en battant le Club Bruges KV en finale. Junior Pius est titulaire lors de cette rencontre.

## Palmarès
| Paços de Ferreira - Championnat du Portugal de D2 (1) : - Champion : 2018-19. |  | Royal Antwerp - Coupe de Belgique (1) : - Vainqueur : 2019-20. |